# 2931 Mayakovsky
A 2931 Mayakovsky (ideiglenes jelöléssel 1969 UC) a Naprendszer kisbolygóövében található aszteroida. Ljudmila Ivanovna Csernih fedezte fel 1969. október 16-án.